# 清源山石造像
24°56′52″N 118°35′36″E / 24.94778°N 118.59333°E
清源山石造像是中国福建省泉州市丰泽区清源山上的7处9尊宋元时期的石雕造像，包括老君岩、瑞像岩、赐恩岩、弥陀岩、碧霄岩、西峰岩、千手岩，既有道教造像，也有佛教（含藏传佛教）造像，其雕工精湛，极富历史和艺术价值。
老君岩是中国现存最大的宋代道教石像，也是清源山的标志性景点，于1988年列为中国第三批全国重点文物保护单位。2001年公布第五批全国重点文物保护单位时，将另外6处8尊石造像与老君岩造像合并保护，称为“清源山石造像群”。

## 造型和历史

### 老君岩
清源山的老君岩造像位于西峰罗山山麓，是由一块形似人像的巨大天然花岗岩雕琢而成的春秋时期思想家老子的坐像，其雕刻年代最迟不晚于宋代。雕像高5.1米，宽7.3米，厚7.2米，细部雕刻非常生动，面部和前额饱满，双目深邃平视前方，胡须呈飘动状，右臂倚琴桌、左手平放膝上，周身衣服的褶皱也被表现出来。老君造像附近原有真君殿、北斗殿等道教建筑群，现已不存。

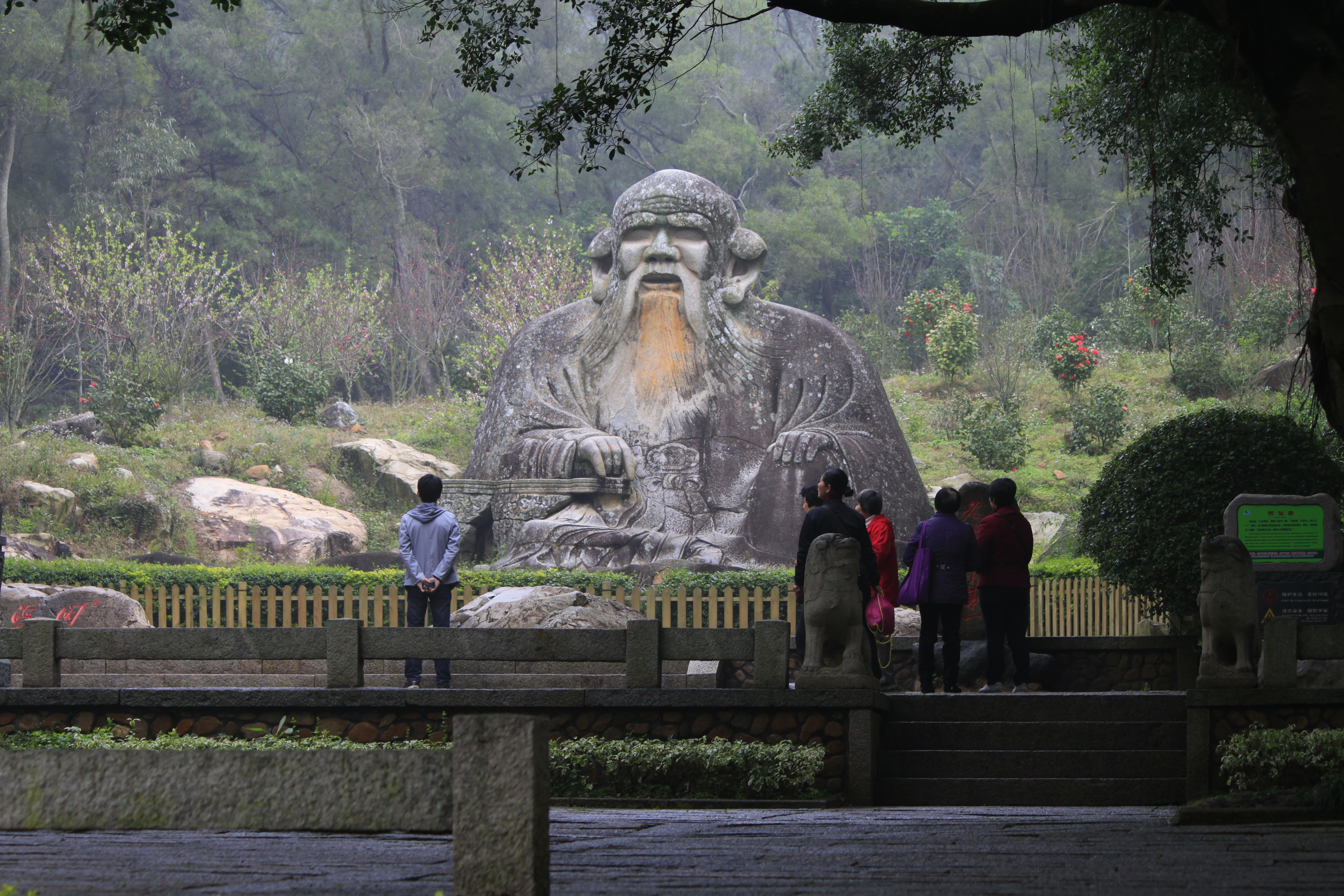
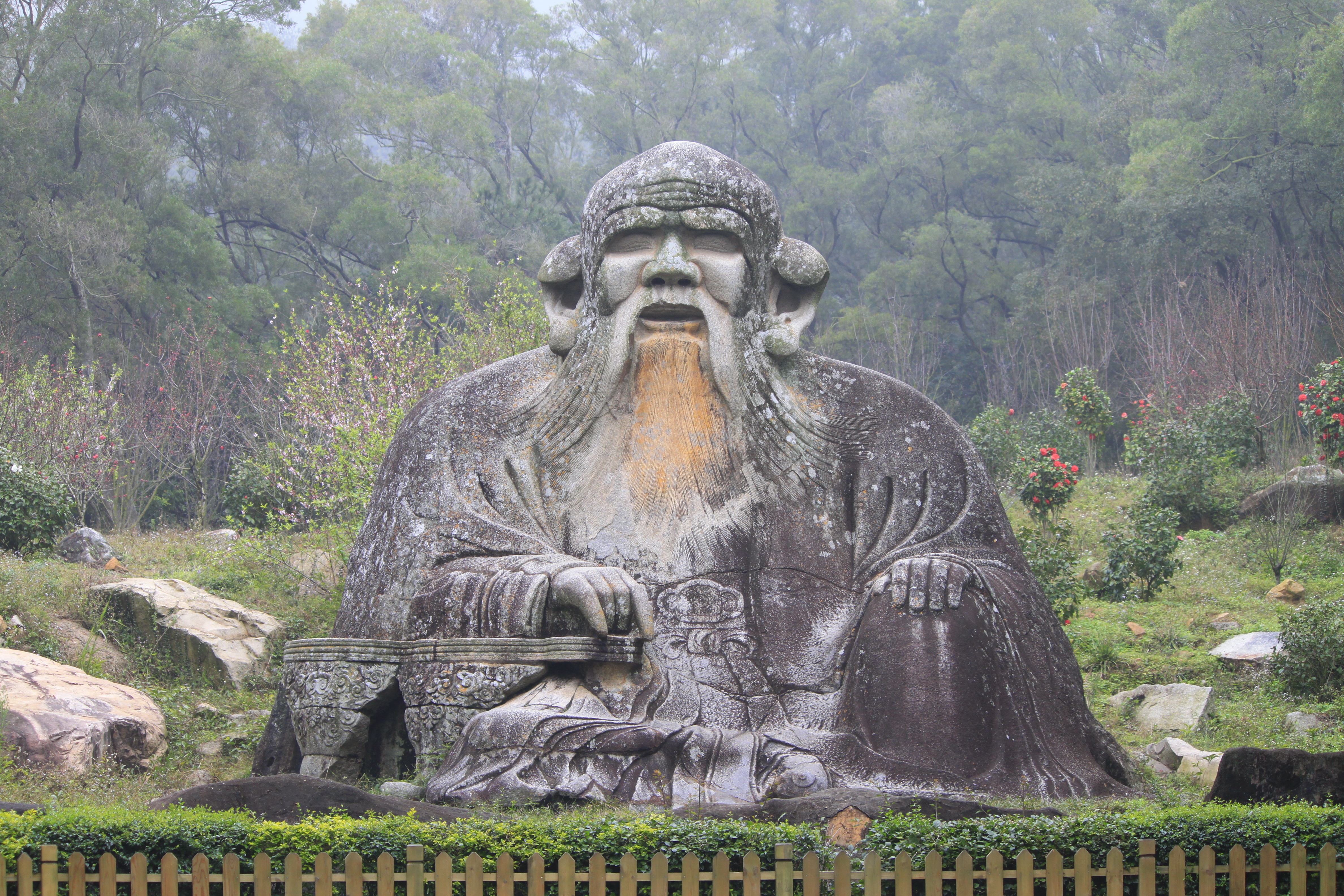
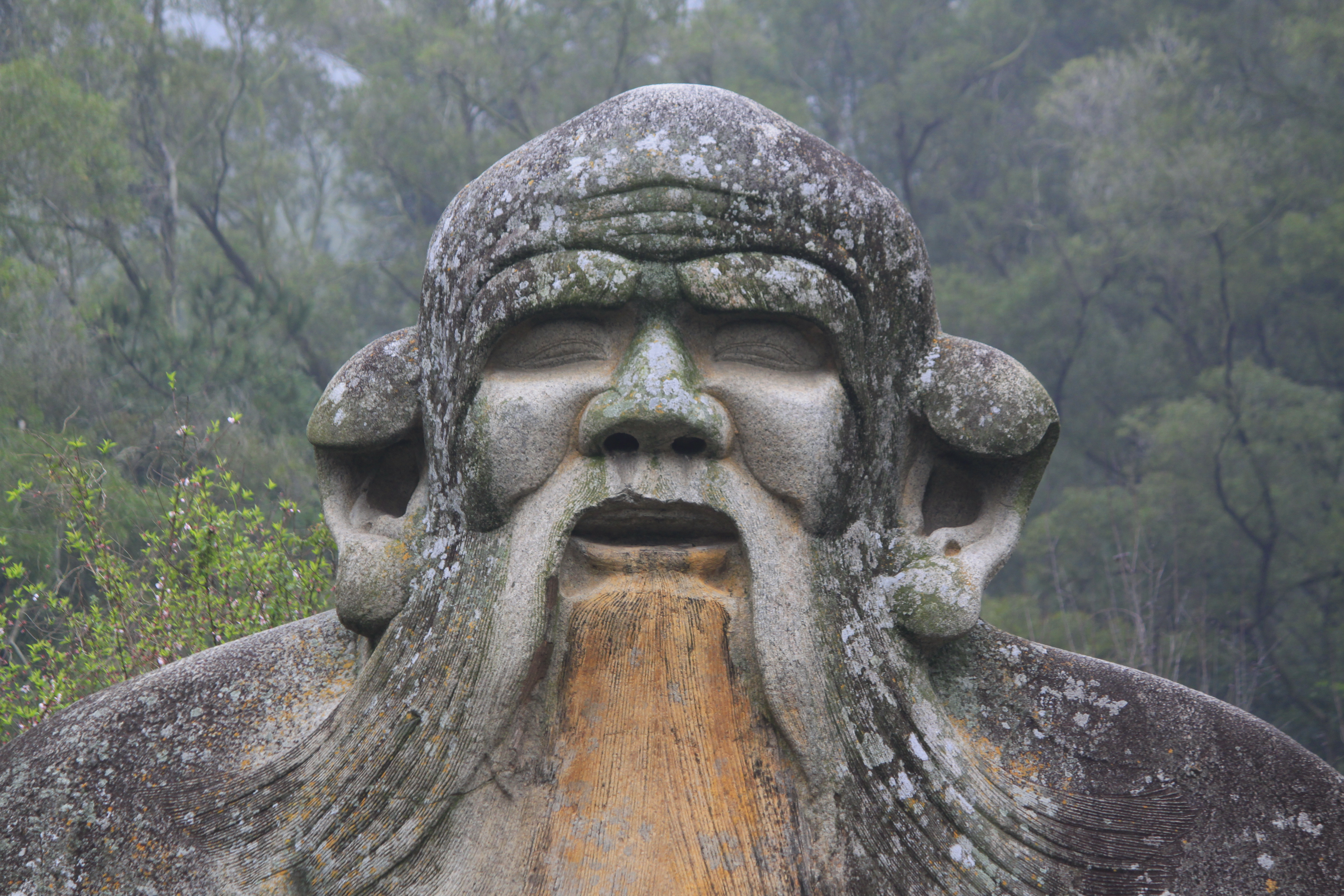
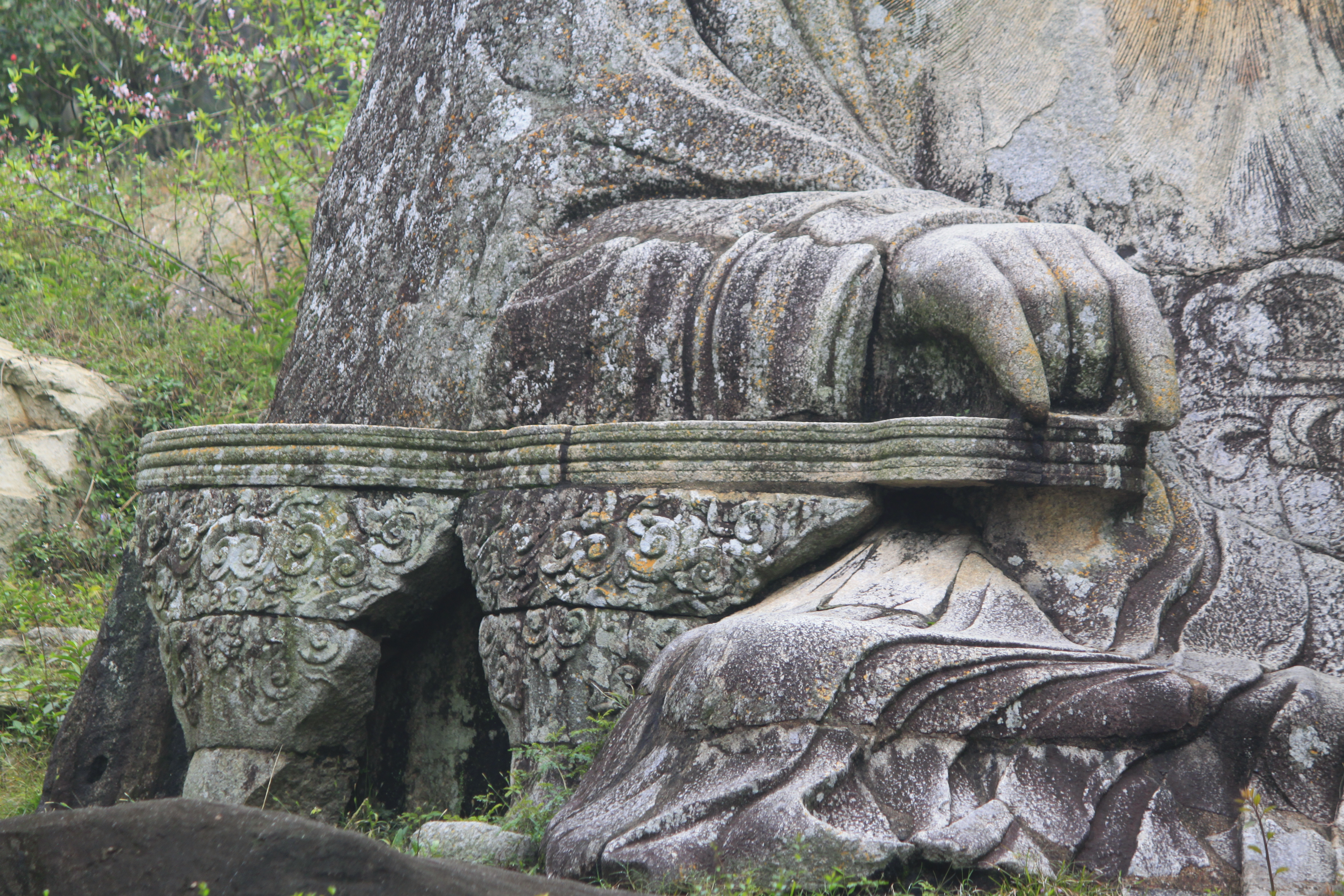
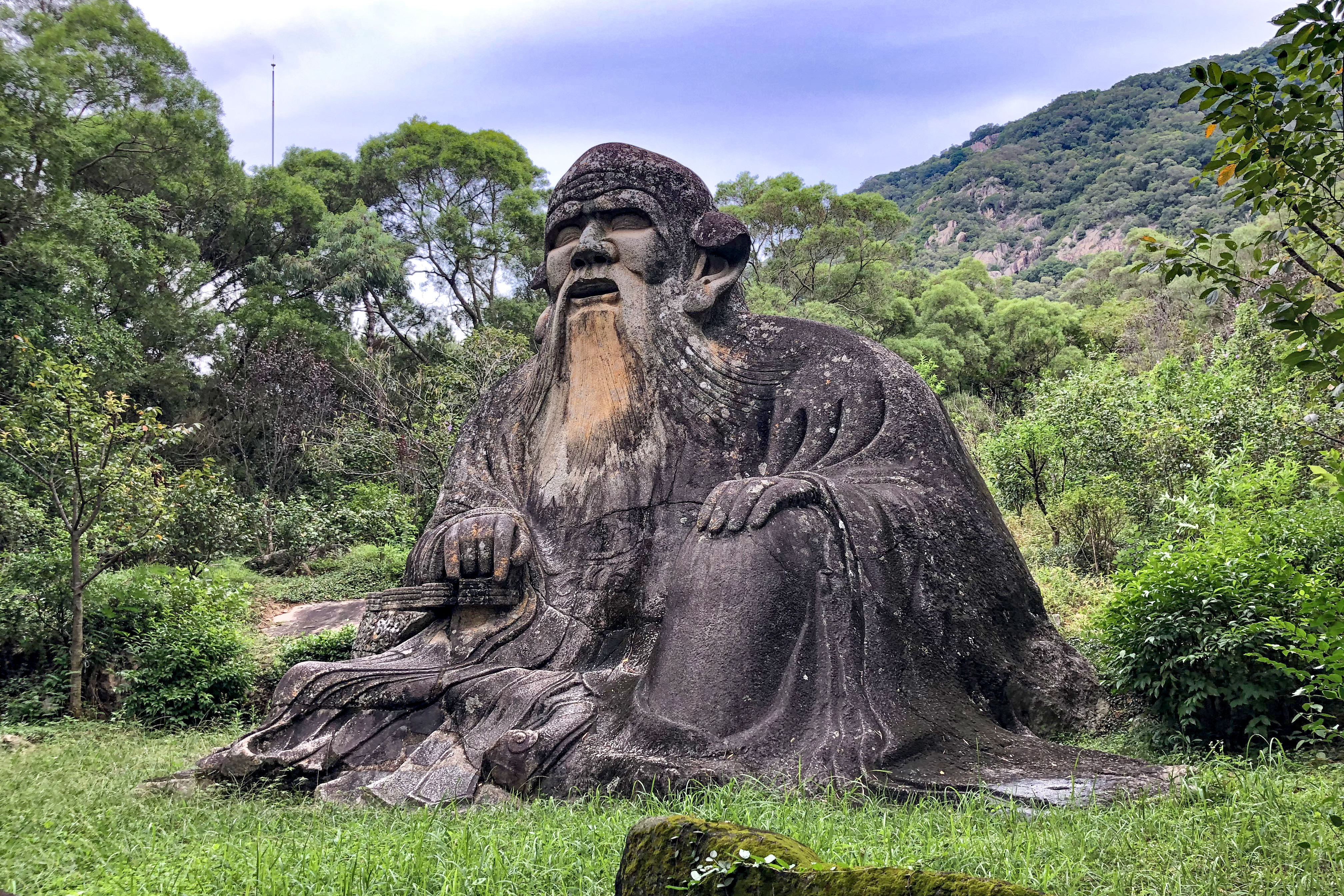

### 瑞像岩
瑞像岩释迦牟尼立像座落在天柱峰北侧半山腰，是在天柱峰崖壁上直接雕凿出来的，雕凿时间为1087年（宋元祐二年）。该雕像高4.32米，宽1.5米，神态安详端庄，面容秀美，身上雕有袈裟，左手下垂掌心向外作与愿印，右肩裸露，施无畏手印，雕像下雕出莲花宝座。明代之前，雕像有木质的殿堂覆盖其上，到了1483年（明成化十九年），工匠沿山崖建造了高7米，宽6.5米的仿木四角攒尖顶石室以安置释迦牟尼像。石壁上还刻有记录建造佛像的铭文。它于1961年被福建省人民委员会公布为第一批省级文物保护单位。

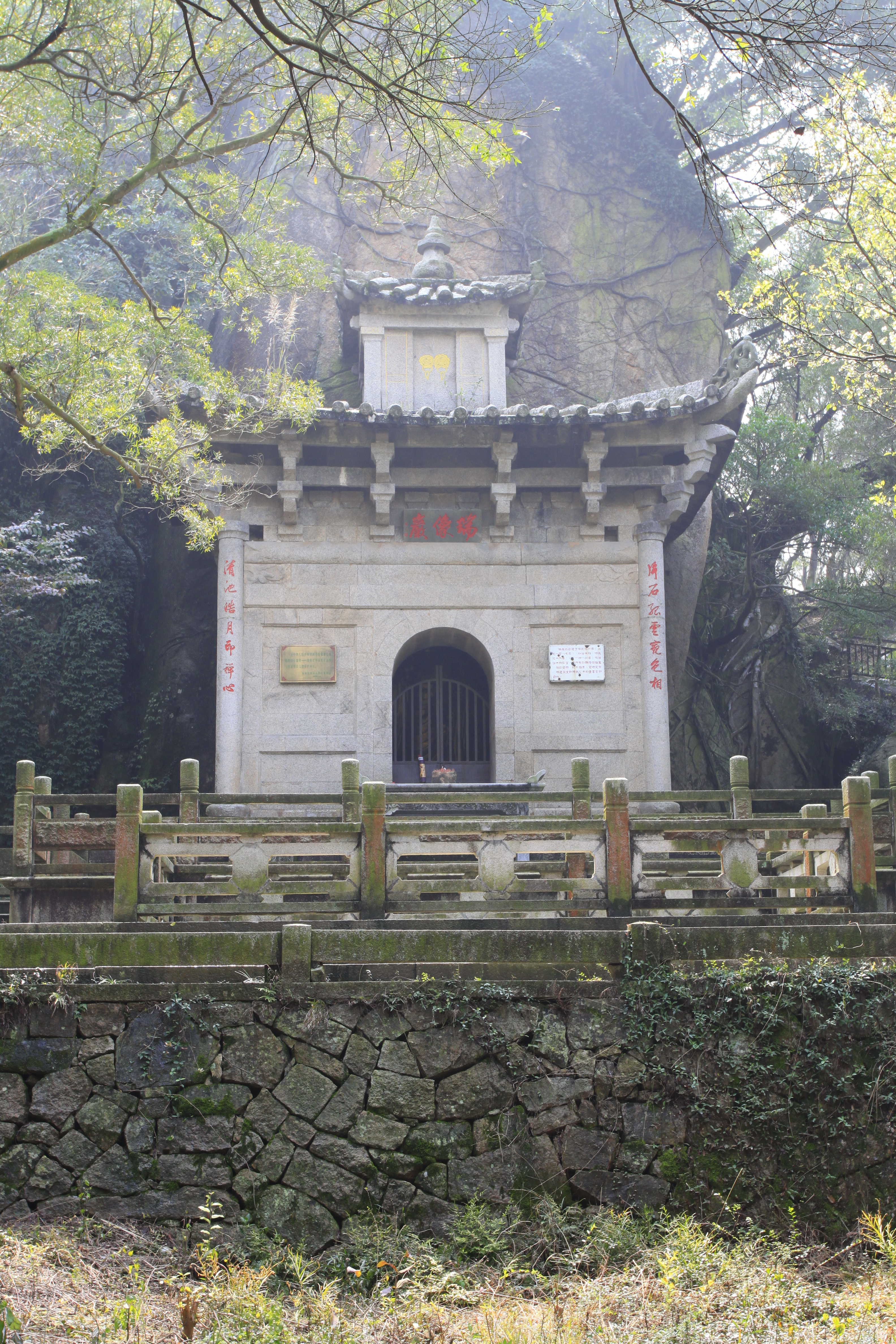
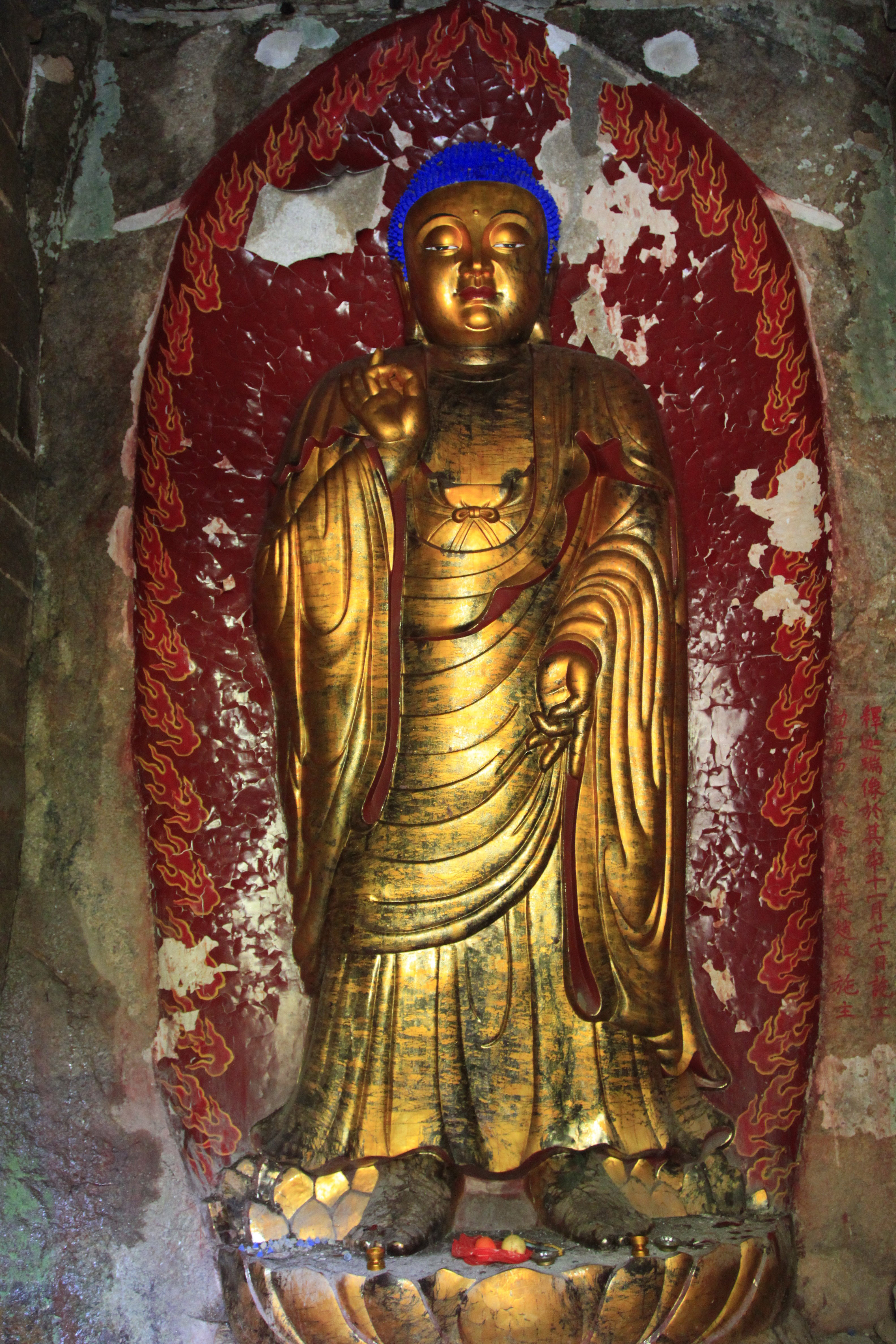

### 赐恩岩
赐恩岩白衣观音坐像在清源山的左峰海拔近500米的山腰上，由地表的天然岩石雕凿而成，年代为宋元祐年间（1086年-1094年）。像高3.7米，宽2.5米，头顶雕有菩萨冠，正中刻有阿弥陀佛像，旋式发髻垂肩，佩有莲花佛珠，身雕袈裟，线条刚劲有力，双手手掌朝上交叉于腹部前方，趺坐于莲花座，上方用面阔三间、进深二间的单檐歇山顶殿宇覆盖，殿中有明代李贽撰写的楹联：“不必文章称大士，虽无钟鼓亦观音”。它于1996年被福建省人民政府公布为第四批省级文物保护单位。

### 弥陀岩
弥陀岩阿弥陀佛立像在擎珠峰下，为依山壁雕成的高浮雕，高5米，宽2米，厚1.1米，为宋代雕像，头螺髻，身袈裟，足莲花，右手自然下垂，左手在前胸，掌心向上作拈诀状，其外护的石室为1364年（元至正二十四年）所建的仿木歇山顶建筑，面宽进深皆为一开间，出口处东侧岩壁有明代题刻。弥陀岩阿弥陀佛立像也是1961年公布的福建省第一批省级文物保护单位之一。

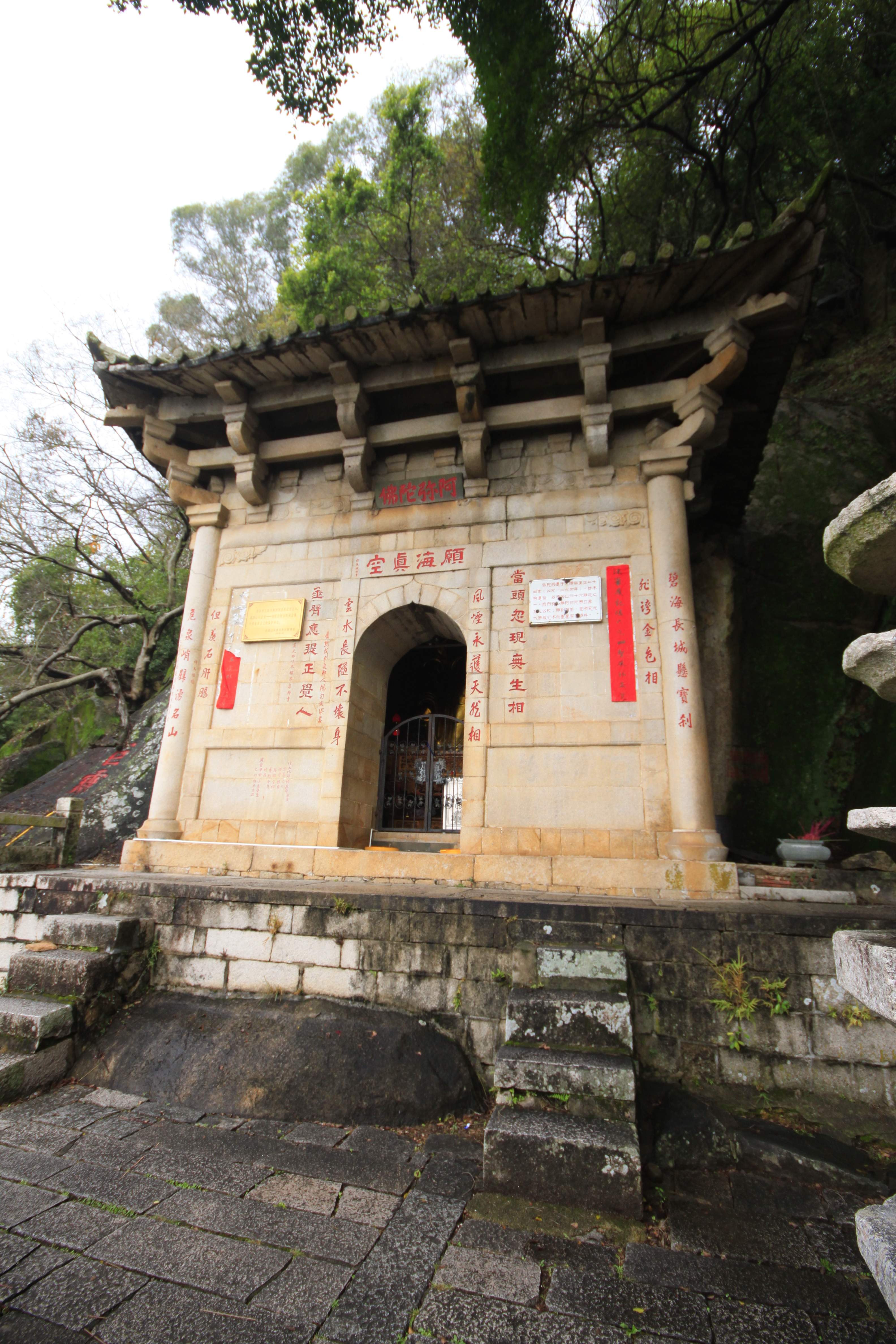
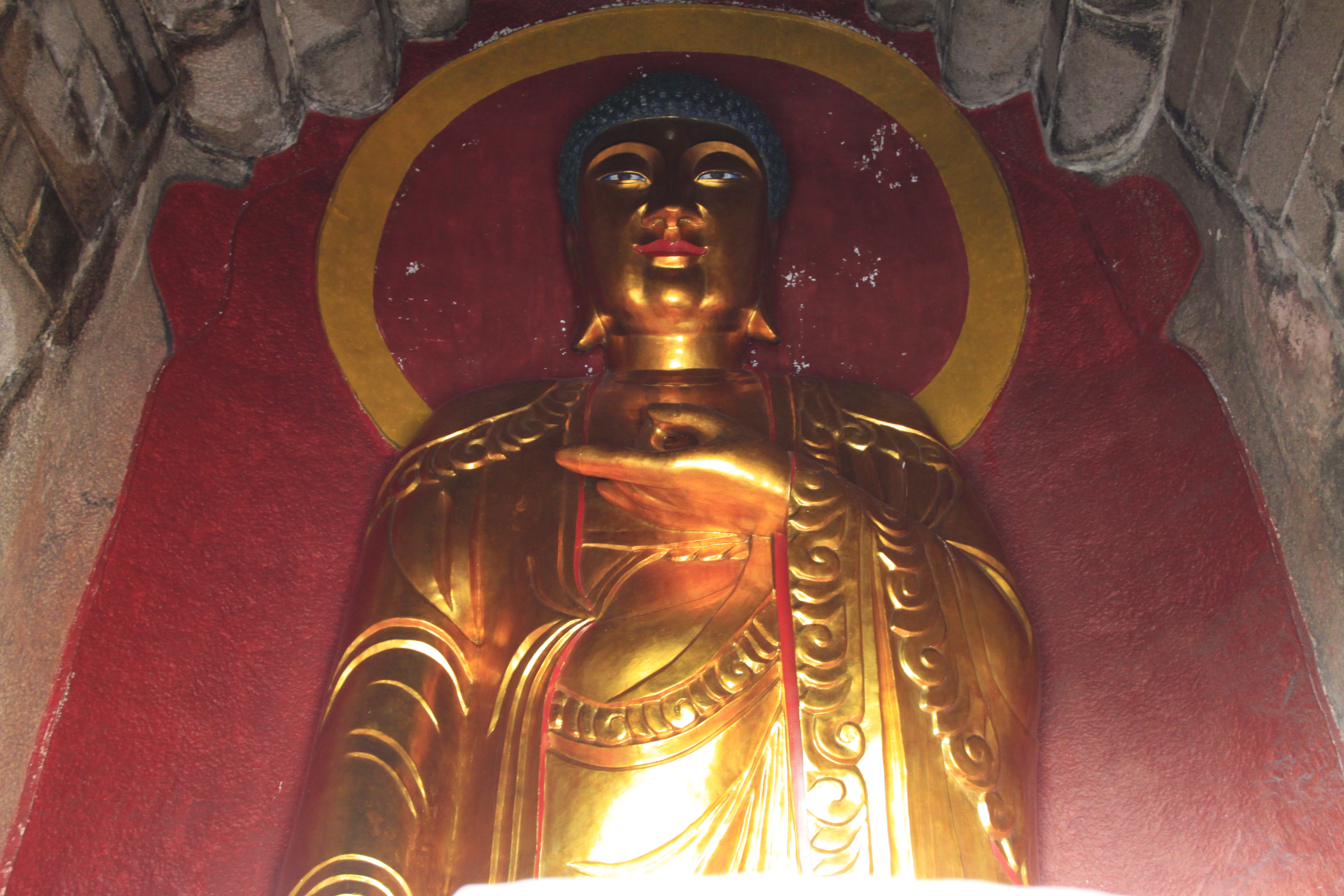
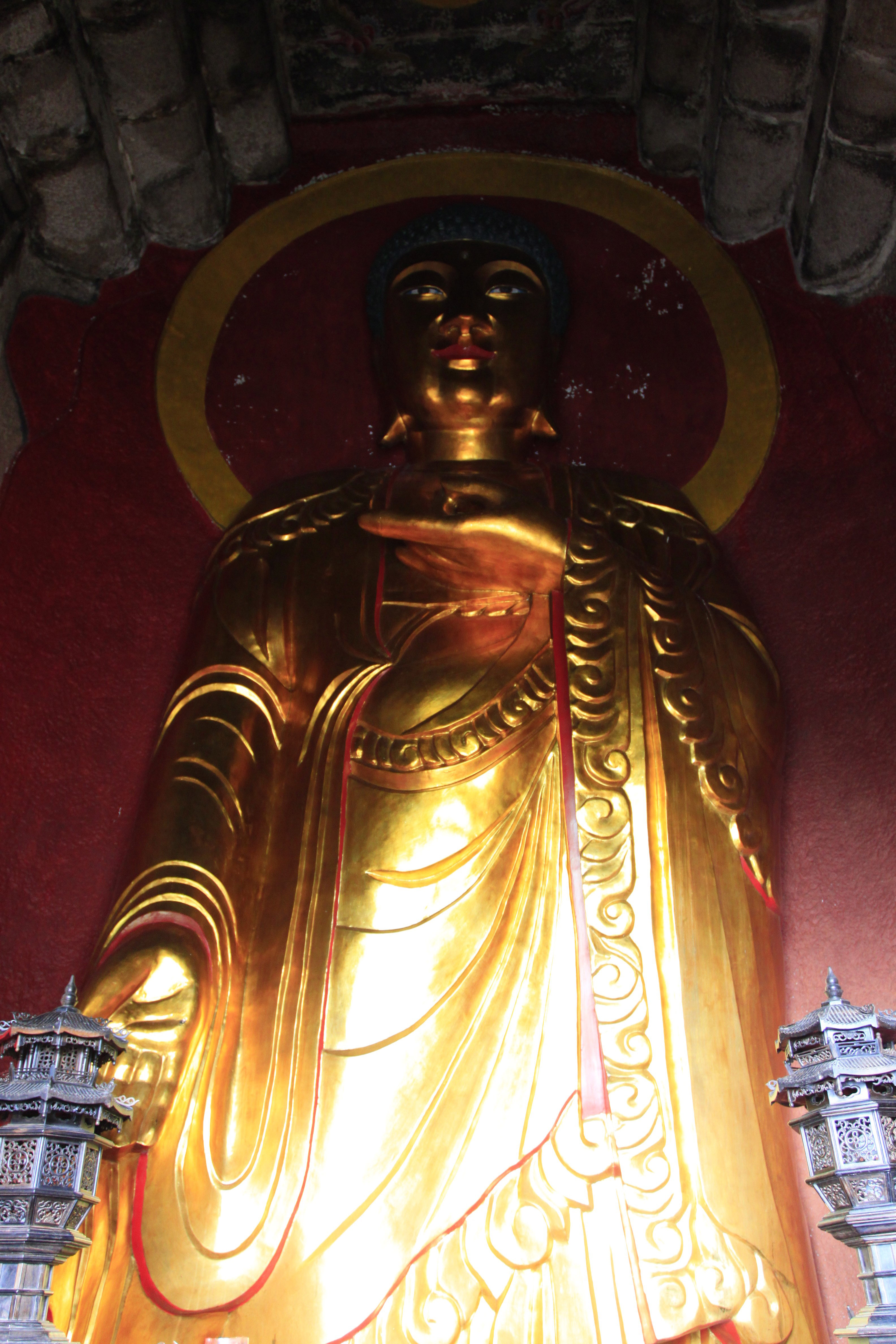

### 碧霄岩
碧霄岩三世佛坐像为藏传佛教雕塑，位于左峰半山腰碧霄岩，是工匠于1292年（元至元二十九年）依岩壁雕出的，一共三尊，位于石窟中，窟高2.5米、宽5.1米、深0.7米，三尊石像都是吐蕃式样，并排结跏趺坐莲台，释迦牟尼像居中，高2.55米，其右为未来世阿弥陀佛，高2.45米，左侧过去世药师佛，高2.45米，三尊都是1.63米宽、0.7米厚，旁边的碑刻记叙西夏国“灵武唐吾氏、广威将军阿沙公来监泉州”并造此佛像，碧霄岩三世佛坐像也是藏传佛教在中国最为东南的实物。它于1985年被列为福建省第二批省级文物保护单位。

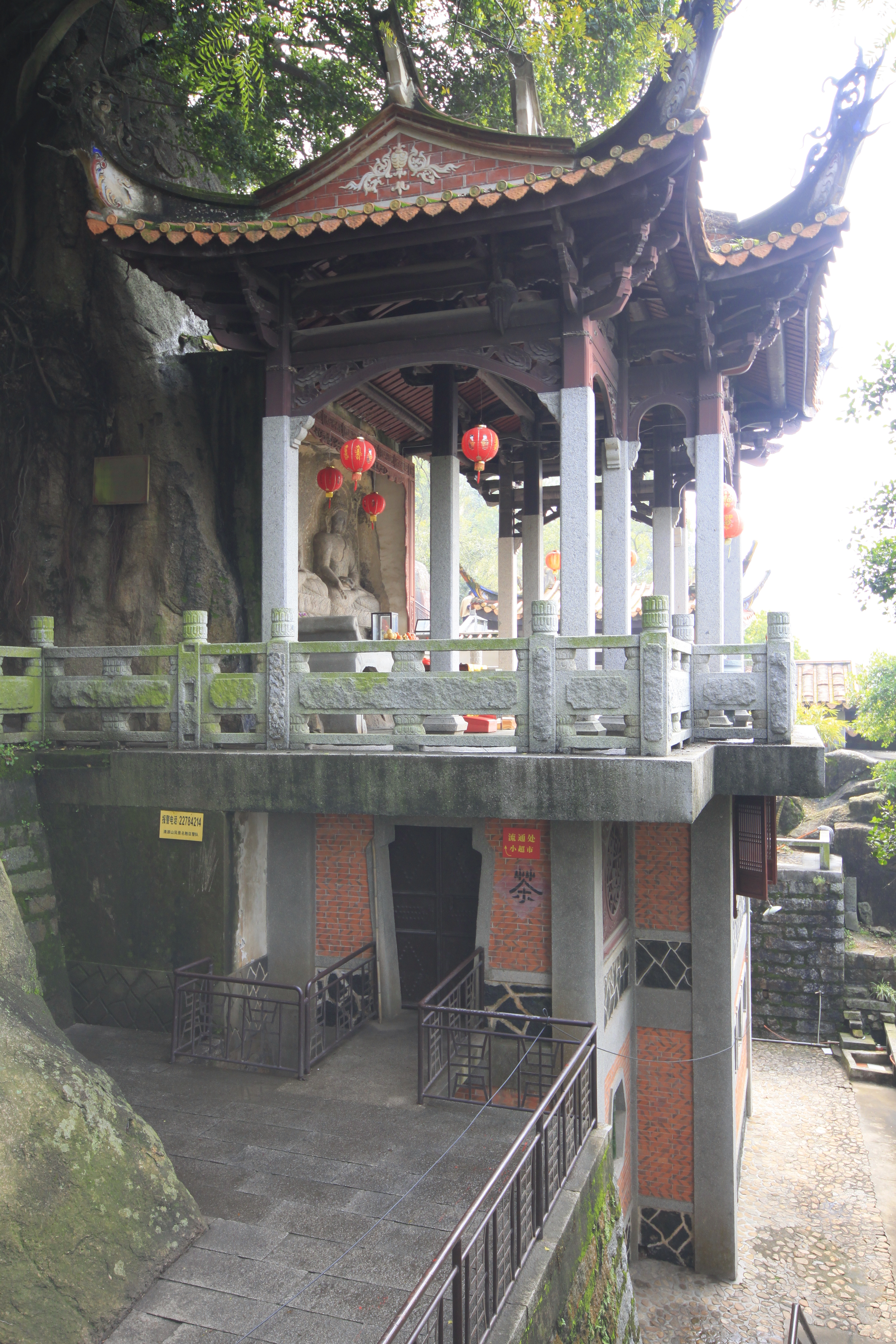
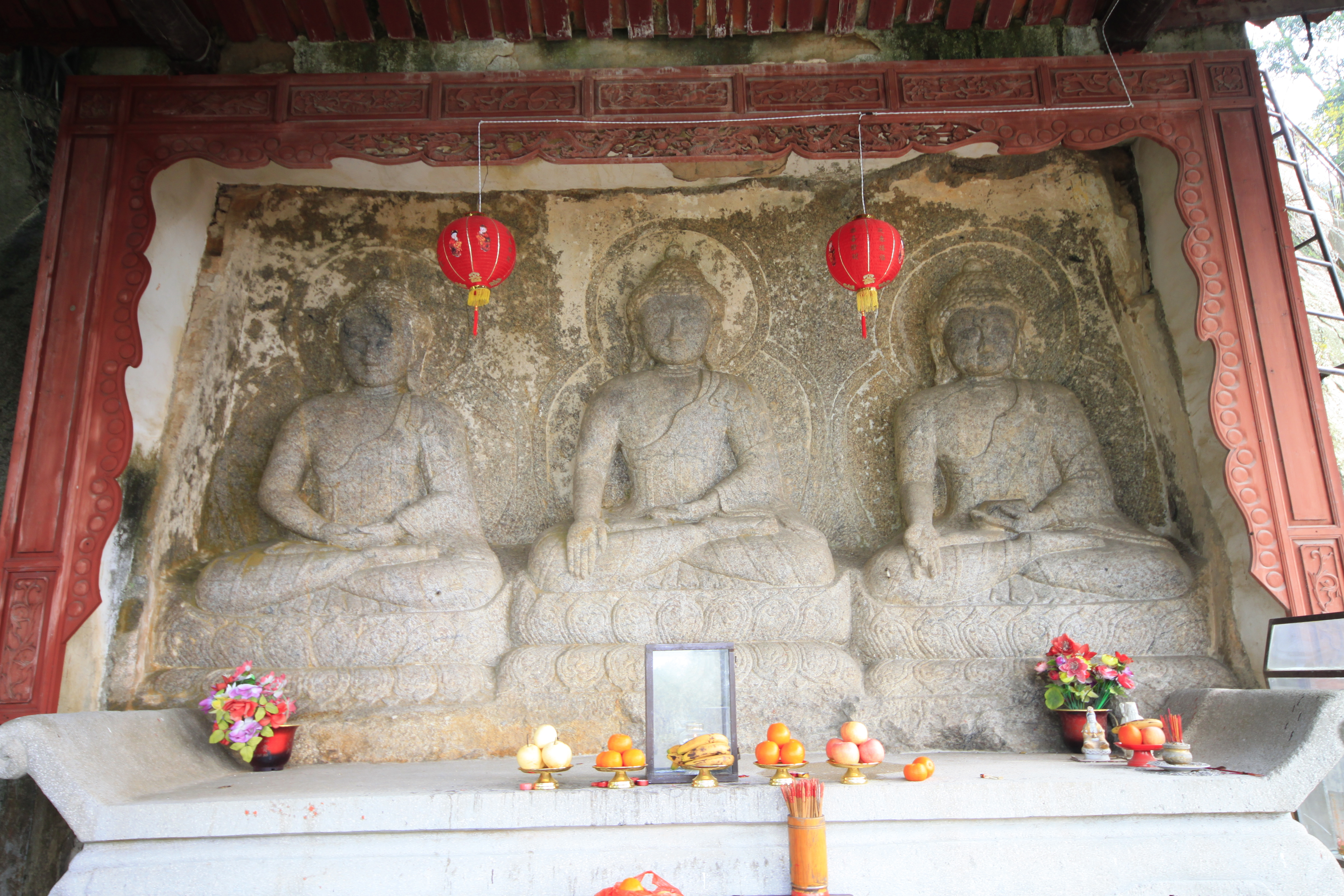
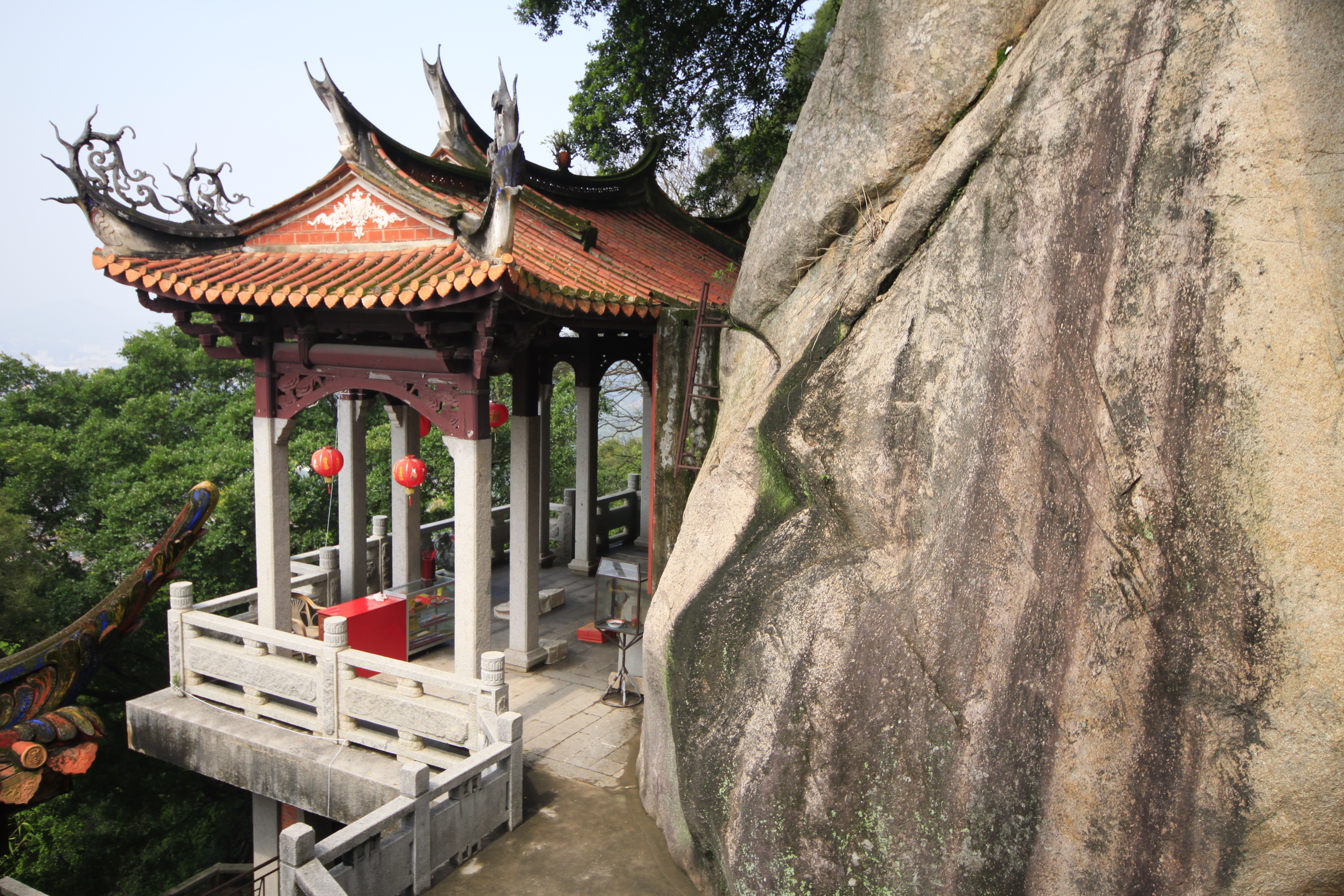

### 西峰岩
西峰岩释迦牟尼坐像为965年（北宋乾德三年）所雕，高4.5米，宽1.5米。

### 千手岩
千手岩释迦牟尼坐像为宋元佑年间作品，高2.35米。

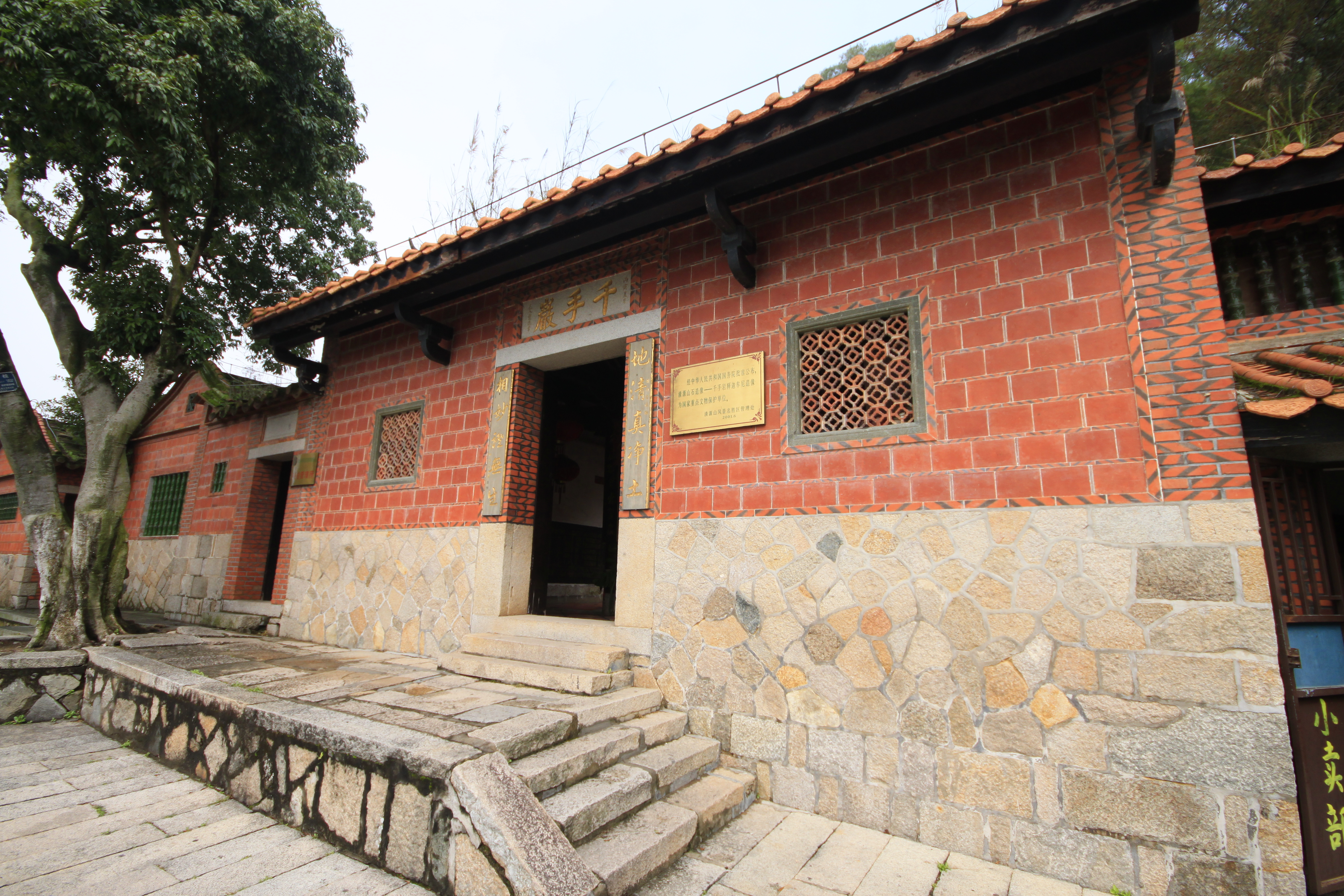

## 影响和评价
清源山石造像中的老君岩造像被认为是泉州最重要的道教遗迹，也是泉州的标志性景点之一，它具有很高的艺术和历史价值，宋代朱熹曾到此云游，明代黄克晦也有诗咏老君岩，现代到访的受聘于中华人民共和国文化部的法国专家黛安娜·李以及中国规划专家任震英也都有为老君岩题字留言。赐恩岩白衣观音坐像也引来如明代思想家李卓吾这样的名人来题写楹联。